# Sant Antoni de Vilatenim
Sant Antoni de Vilatenim és una església del municipi de Figueres (Alt Empordà) protegit com a bé cultural d'interès local.
És un edifici situat al poble de Vilatenim, actualment del terme municipal de Figueres. És una petita església amb una sola nau. La façana només destaca per la porta d'entrada en arc de mig punt, i per uns contraforts adossats al mur que sostenen l'edifici. Antigament dues finestres existien entre el contraforts més propers a la porta però es van tapar. Té com a element més destacat les finestres al pis superior a manera de tribuna. La teulada és a dos vessants i hi trobem un petit campanar de pedra, com la resta de l'església.